# Renaissancefilosofie
Dit artikel geeft een kort overzicht van de filosofie ten tijde van de renaissance.
Het is in de wijsbegeerte gebruikelijk tussen de middeleeuwse wijsbegeerte en de moderne wijsbegeerte een periode van renaissancefilosofie te onderscheiden. De term 'renaissance' kan overigens verwijzen naar een intellectuele stroming, maar ook naar een periode in de Europese geschiedenis. In Europa was de volgende grote intellectuele stroming de Verlichting; deze begon in de zeventiende eeuw.
Vaak wordt ook de wijsbegeerte van de vijftiende eeuw grotendeels als renaissancefilosofie gezien; sommige geleerden onderscheiden een renaissance vanaf ~1350 tot de vroege zeventiende eeuw.

## Kenmerken
De scheiding met de middeleeuwse filosofie is eerder kunstmatig, want veelal was er sprake van continuïteit (zie volgend hoofdstukje) Ontwikkelingen die in gang waren gezet in de middeleeuwen kwamen tijdens de renaissance tot verdere bloei. Een van de hoogtepunten van de middeleeuwse filosofie was bijvoorbeeld de vooruitgang die logici uit de 14e eeuw hadden geboekt, en de invloed daarvan zou zich tot in de 15e eeuw laten gevoelen.
Kenmerkend voor de renaissancefilosofie is de aandacht voor en de heropleving van de antieke filosofie, met Plato en Aristoteles als toonaangevende figuren, en het enthousiasme voor alles wat met occultisme en hermetisme te maken heeft. Evenals in de middeleeuwen bleef het gezag (de auctoritas) van de grote voorgangers uit het verleden groot. Bijna iedere verhandeling begon met een verwijzing naar een autoriteit uit het verleden; dat kon een wijsgeer uit de Oudheid zijn, maar ook een middeleeuwer zoals Thomas van Aquino. Dat renaissancefilosofen zich voor een antwoord op hun vragen richtten op de antieke wijsbegeerte, komt nu weinig 'vooruitstrevend' over. Men ging er toen echter van uit dat God in het verre verleden aan de mensheid de enige waarheid had gebracht, en dat die goddelijke waarheid vooral in de werken van Plato en Aristoteles was bewaard. Diogenes Laërtius (3e eeuw na Chr.) leerde immers dat in het verleden vele volkeren verschillende paden naar dezelfde goddelijke wijsheid hadden gevonden, en precies dit idee was wijdverbreid onder renaissancefilosofen, ongeacht of het nu platonisten of aristotelianen waren.
De belangrijkste nieuwigheid die de filosofie van de renaissance bracht, was de sterk verbeterde toegang tot voorheen onbekende literatuur uit het oude Griekenland en Rome. Voor de filosofie werd Aristoteles (ille philosophus, "De filosoof") de belangrijkste autoriteit. Omstreeks 1480 was er een opleving van het platonisme in Florence met Ficino (1433-1499) en diens student Pico della Mirandola (1463-1494). Plato's werk was tijdens de middeleeuwen en de vroegrenaissance niet goed gekend: van zijn dialogen waren alleen de Meno, de Phaedo, een deel van de Timaeus en een stuk van de Parmenides beschikbaar in Latijnse vertaling. Een filosofisch bastion van het denken van Aristoteles bleef ook tijdens de periode van het neoplatonisme de universiteit van Padua. Daar bestudeerde Pietro Pomponazzi (1462–1524) de teksten van Aristoteles zonder bemiddeling van het thomisme en Averroes. De commentaren die Averroes bij Aristoteles werk schreef bleven tot de zestiende eeuw belangrijk in de studie van verschillende gebieden van de filosofie. Kennis over andere filosofische scholen uit de oudheid was bijzonder fragmentarisch. Belangrijk in dit opzicht was de kennismaking met Leven en leer van beroemde filosofen van Diogenes Laërtius, een niet erg kritisch biografisch werk over het leven en de opvattingen van een aantal Griekse filosofen.

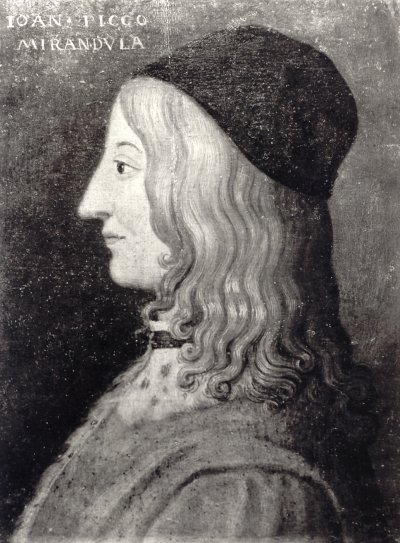
Giovanni Pico della Mirandola.

## Humanisme en scholastiek
Een invloedrijke stroming onder geleerden tijdens de renaissance was het humanisme. Begonnen in de veertiende eeuw als een beweging gericht op het herstel, de interpretatie, assimilatie en emulatie van de geschriften en kunstvoorwerpen van het oude Rome en, in mindere mate, van Griekenland, verbreedde het humanisme zich al snel tot een krachtig cultureel programma dat bijna elk aspect van de cultuur van de vijftiende, zestiende en zeventiende eeuw beïnvloedde. Hun bijdragen speelden een sleutelrol in de vroegmoderne filosofie. De rigoureuze filologische methodes die de humanisten ontwikkelden, leidden tot een golf van nieuwe Latijnse vertalingen en kritische edities van oude filosofische werken. Vrijwel al onze seminale teksten van oude filosofen, zoals Aristoteles, Plato, Seneca en Cicero, zijn schatplichtig aan de onvermoeibare inspanningen van de humanistische redacteurs.
De humanisten stonden enigszins ambivalent tegenover de toenemende invloed van niet-christelijke denkers. Hoewel zij de antieken zeer bewonderden, kostte het hen duidelijk moeite om de oude Grieken als de eerste "wijzen" te aanvaarden. Zij brachten het begin van de wijsbegeerte in verband met de joden (Hebreeërs) en de culturen van het Nabije Oosten.
Reeds Petrarca bespotte de scholastici omdat ze zo veel energie besteedden aan natuurfilosofie in plaats van aan morele filosofie, en vroeg zich af wat het nut was 'van het kennen van de aard van de viervoeters, vogels, vissen en slangen.' Ook een aantal andere invloedrijke humanisten, onder wie Erasmus en Rabelais, hebben zich zeer negatief uitgelaten over de scholastiek, de gangbare wetenschappelijke methode waarin de logica van Aristoteles de boventoon voerde. Deze methode domineerde het onderwijs aan de middeleeuwse universiteiten. Door de grote taalvaardigheid van de humanisten heeft het beeld van de middeleeuwse scholastiek als steriel, kunstmatig en irrelevant zich blijvend in het collectief geheugen genesteld. Niet elke hedendaagse historicus is er echter van overtuigd dat de humanisten van de renaissance op alle gebied vooruitgang brachten. Weliswaar leverden zij belangrijke bijdragen aan de studies van klassieken, bijbelwetenschap, literatuur en geschiedenis, maar hun reacties tegen de scholastiek kwamen grotendeels voort uit gebrek aan kennis over wat die scholastieke geleerden beoogden. De wijze waarop deze laatsten taal, denken en argumentatie bestudeerden vertoonde veel meer gelijkenis met wat moderne linguïsten en logici doen. Ondanks de inspanningen van de humanisten om de middeleeuwse scholastiek in diskrediet te brengen, bleef het denken van Aristoteles zeer invloedrijk. Reeds Petrarca's volgelingen waren niet zo afkerig van Aristoteles en creëerden een nieuwe stijl van aristotelisme. De invloedrijkste figuur van deze beweging was de humanist Leonardo Bruni (1370-1444), die de belangrijkste vertaler van Aristoteles in de vroege vijftiende eeuw werd.

## Continuïteit van middeleeuwse naar (vroeg)moderne filosofie
Volgens Ernst Cassirer ligt de oorsprong van de moderne filosofie (die men gewoonlijk laat aanvangen met Descartes) in de renaissance. In zijn invloedrijk werk Individuum und Kosmos in der Philosophie der Renaissance uit 1927 legt deze neokantiaan het begin ervan bij Nicolaas van Cusa (1401-1464), omdat hij het was die voor het probleem van de mogelijkheid tot kennis aan de orde stelde en ook omdat hij de belangrijke rol van wiskunde bij de studie van de natuur erkende. Deze neoplatonist wordt beschouwd als een van de meest originele denkers van de 15e eeuw. Hij wordt beschreven als "de laatste Grote Filosoof van de stervende middeleeuwen" (Alexandre Koyre), als de "transitie-denker tussen de Middeleeuwse en moderne Wereld" (Frederick Copleston), en als "de bewaker van de moderne Tijd" (Rudolf Haubst). Met zijn denkbeelden over een oneindig universum liep hij vooruit op Galilei. Een aantal latere filosofen, onder wie Descartes, Leibniz en Spinoza werden door hem beïnvloed.
Recente onderzoekers zien eerder continuïteit van denken tussen de periode van de 14e tot 16e eeuw en de (vroeg)moderne filosofie van de 17e en 18e eeuw. Die continuïteit, zo stelt James Hankins verder in The Cambridge Companion to Renaissance Philosophy, wordt bijvoorbeeld manifest bij het voortgezet onderzoek naar en de herleving van filosofische scholen, de blijvende impact van Aristoteles op de curricula van de universiteiten, en de kwestie van autonomie van filosofie tegenover theologie. Een ander voorbeeld dat deze continuïteit illustreert is het van oorsprong middeleeuwse metafysisch voluntarisme van Ockham en Avicenna dat in de 17e eeuw nieuwe impulsen kreeg met Gassendi en Leibniz.

## Lijst van filosofen uit de renaissance
- Francesco Petrarca (1304–1374)
- Giovanni Boccaccio (1313-1375)
- Nicolaas van Cusa (1401–1464)
- Lorenzo Valla (1405–1457)
- Marsilio Ficino (1433–1499)
- Ermolao Barbaro (1454–1493)
- Angelo Poliziano (1454-1494)
- Pietro Pomponazzi (1462–1525)
- Pico della Mirandola (1463–1494)
- Desiderius Erasmus (1466–1536)
- Niccolò Machiavelli (1469–1527)
- Copernicus (1473–1543)
- Thomas More (1478–1535)
- Francisco de Vitoria (circa 1480–1546)
- Maarten Luther (1483–1546)
- Huldrych Zwingli (1484–1531)
- Juan Luis Vives (1492–1540)
- William Tyndale (1494–1536)
- Bernardino Telesio (1509-1588)
- Franciscus Patricius (1529–1597)
- Michel de Montaigne (1533–1592)
- Giordano Bruno (1548–1600)
- Francisco Suárez (1548–1617)
- Francis Bacon (1561–1626)
- Galileo Galilei (1564–1642)
- Tommaso Campanella (1568 – 1639)
- Charles de Bolvelles
- Hugo Grotius (1583–1645)
- Michael Marcardies (1583–1646)
- René Descartes (1596-1650)
- Blaise Pascal (1623-1662)
- Josua Yellin (1627-1675)

## Geraadpleegde literatuur
- Copenhaver, B.P. en Schmitt, C.B. (1992): Renaissance philosophy, Oxford University Press, Oxford/New York.
- Copleston, Frederick: A History of Philosophy Vol. 3: 'Late Medieval and Renaissance philosophy'. Image Books. New York, 1993, ISBN 0-385-46845-8
- Hankins,James, The Cambridge Companion to Renaissance Philosophy, Cambridge University Press; 1st edition, 2013
- Kraye, Jill en Stone,M.W.F (redactie): Humanism and Early Modern Philosophy, Routledge, 1999